# Toray Pan Pacific Open 2015
Il Toray Pan Pacific Open 2015 è stato un torneo di tennis giocato sul cemento. È stata la 40ª edizione del Toray Pan Pacific Open, che fa parte della categoria Premier nell'ambito del WTA Tour 2015. Si è giocato all'Ariake Coliseum di Tokyo, in Giappone, dal 21 al 27 settembre 2015.

## Partecipanti

### Teste di serie
| Nazionalità | Giocatrice           | Ranking* | Testa di serie |
| ----------- | -------------------- | -------- | -------------- |
| Danimarca   | Caroline Wozniacki   | 6        | 1              |
| Serbia      | Ana Ivanović         | 7        | 2              |
| Spagna      | Garbiñe Muguruza     | 9        | 3              |
| Rep. Ceca   | Karolína Plíšková    | 10       | 4              |
| Germania    | Angelique Kerber     | 11       | 5              |
| Spagna      | Carla Suárez Navarro | 12       | 6              |
| Polonia     | Agnieszka Radwańska  | 14       | 7              |
| Svizzera    | Belinda Bencic       | 15       | 8              |

* Ranking al 14 settembre 2015.

### Altre partecipanti
Le seguenti giocatrici hanno ricevuto una wild card per il tabellone principale:
- Misaki Doi
- Naomi Ōsaka

Le seguenti giocatrici sono passate dalle qualificazioni:

- Ana Konjuh
- Xu Yifan
- Ol'ga Savčuk
- Kateryna Bondarenko

## Campioni

### Singolare femminile
Agnieszka Radwańska ha battuto in finale  Belinda Bencic con il punteggio di 6–2, 6–2.
- È il quindicesimo titolo in carriera per la Radwańska, il primo della stagione.

### Doppio femminile
Garbiñe Muguruza /  Carla Suárez Navarro hanno sconfitto in finale  Chan Hao-ching /  Chan Yung-jan con il punteggio di 7–5, 6–1.